# 驪州市

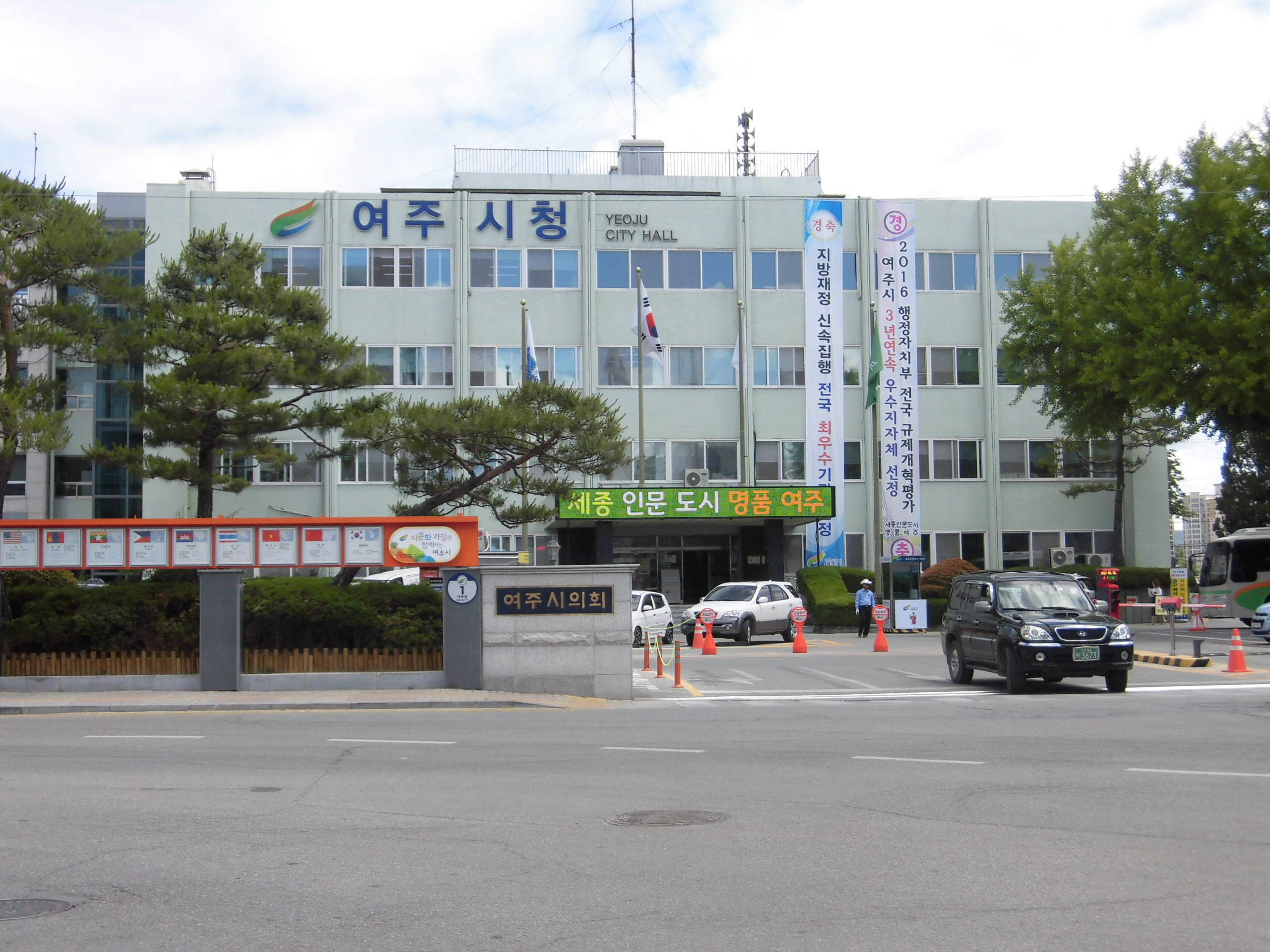
驪州市庁

驪州市（ヨジュし）は、大韓民国京畿道の南東部にある市である。

## 歴史
驪州市は恵まれた地理により辰韓時代から平和な集団村を営んできた歴史の中で地名がはっきり現れたのは476年（高句麗長寿王63年）に骨乃斤県という名前から始まる。その後757年（新羅景徳王16年）には黄驍、940年（高麗天授23年）に黃驪県、高麗高宗元年（1214年）に永義と改称したが、1305年（忠烈王31年）に驪興郡に昇格した。朝鮮太宗2年（1401年）に驪興府に昇格し、1413年（太宗14年）に都護府に昇格した。このとき忠清道から京畿道に移管された。そして1469年（朝鮮睿宗元年）、驪州牧に昇格した。
- 1895年6月23日 - 二十三府制施行。忠州府驪州郡が成立。原州郡康川面を編入。
- 1896年8月4日 - 十三道制施行。京畿道驪州郡となる。
- 1914年4月1日 - 郡面併合により、驪州郡に以下の面が成立。[2]（10面）
  - 州内面・占東面・加南面・陵西面・興川面・金沙面・介軍面・大神面・北内面・康川面

| 朝鮮総督府令第111号 |            | |
| 旧行政区画          | 新行政区画 | 新行政区画 |
| 驪州面占梁面        | 占東面     | 관한리、당진리、덕평리、도리、뇌곡리、부구리、사곡리、삼합리、성신리、원부리、장안리、청안리、현수리                               |
| 驪州面近東面        | 占東面     | 처리、흔암리 |
| 驪州面近東面        | 州内面     | 능현리、단현리、멱곡리、신진리、삼교리、상거리、우만리、점봉리、하거리                                                             |
| 驪州面州内面        | 州内面     | 가업리、매룡리、상리、연양리、월송리、창리、하리、홍문리                                                                           |
| 驪州面首界面        | 州内面     | 연라리 |
| 驪州面首界面        | 陵西面     | 광대리、양거리、마래리、매류리、매화리、신지리、오계리、용은리                                                                     |
| 驪州面吉川面        | 陵西面     | 구양리、내양리、백석리、번도리、왕대리                                                                                             |
| 驪州面吉川面        | 興川面     | 귀백리、대당리、율극리、상백리、신근리、효지리                                                                                     |
| 驪州面興谷面        | 興川面     | 계신리、내사리、다대리、문장리、복대리、상대리、양촌리、외사리、하다리                                                             |
| 驪州面加西面        | 加南面     | 대신리、상활리、신해리、정단리、태평리                                                                                             |
| 驪州面召開面        | 加南面     | 건장리、본두리、삼군리、심석리、오산리、양귀리、은봉리、하귀리、화평리                                                             |
| 驪州面近南面        | 加南面     | 금곡리、금당리、연대리、삼승리、송림리、안금리                                                                                     |
| 驪州面大松面        | 大神面     | 계림리、당남리、도롱리、율촌리、무촌리、보통리、송촌리、옥촌리、윤촌리、천서리                                                     |
| 驪州面等神面        | 大神面     | 가산리, 당산리, 상구리, 장풍리, 천남리, 초현리, 하림리, 후포리                                                                     |
| 驪州面池内面        | 北内面     | 가정리, 덕산리, 서원리, 석우리, 신접리, 운촌리, 장암리, 중암리, 지내리                                                             |
| 驪州面北面          | 北内面     | 내룡리、당우리、상교리、신남리、오금리、오학리、외룡리、주암리、천송리、현암리                                                     |
| 驪州面金沙面        | 金沙面     | 이포리、궁리、도곡리、장흥리、주록리、전북리、소유리、상호리、하호리、금사리、외평리、상품리、송현리、후리、하품리、백자리、용담리 |
| 驪州面康川面        | 康川面     | 간매리、걸은리、이호리、가야리、적금리、굴암리、대둔리、강천리、부평리、도전리                                                     |
| 驪州郡介軍山面      | 介軍面     | 계전리、공세리、구미리、내리、부리、불곡리、상자포리、석장리、양덕리、자연리、주읍리、하자포리、향리                               |

- 1938年1月1日 - 州内面が驪州面に改称。[3]（10面）
- 1941年10月1日 - 驪州面が驪州邑に昇格。[4]（1邑9面）
- 1963年1月1日 - 介軍面が楊平郡に編入。[5]（1邑8面）
- 1971年4月12日 - 金沙面に山北出張所を設置。
- 1987年1月1日 - 興川面楊村里が大神面に編入。
- 1989年4月1日 - 金沙面山北出張所が山北面に昇格。（1邑9面）
- 1992年3月2日 - 北内面に五鶴出張所を設置。
- 1995年3月1日 - 康川面垈屯里が新設の江原道原州市文幕邑に編入。（1邑9面）
- 2007年3月5日 - 北内面五鶴出張所を驪州邑に移管。（1邑9面）
- 2013年
  - 3月26日 - 驪州郡に都農複合形態市を新設する案を政府が議決。[6]
  - 5月7日 - 市への昇格の最終的な承認。[7]
  - 9月23日 - 驪州郡が驪州市に昇格。（1邑8面）
    - 驪州邑を廃止し、3つの洞に分割。
    - 加南面が加南邑に昇格。
- 2021年12月31日 -  陵西面が世宗大王面に改称。[8]（1邑8面）

## 行政

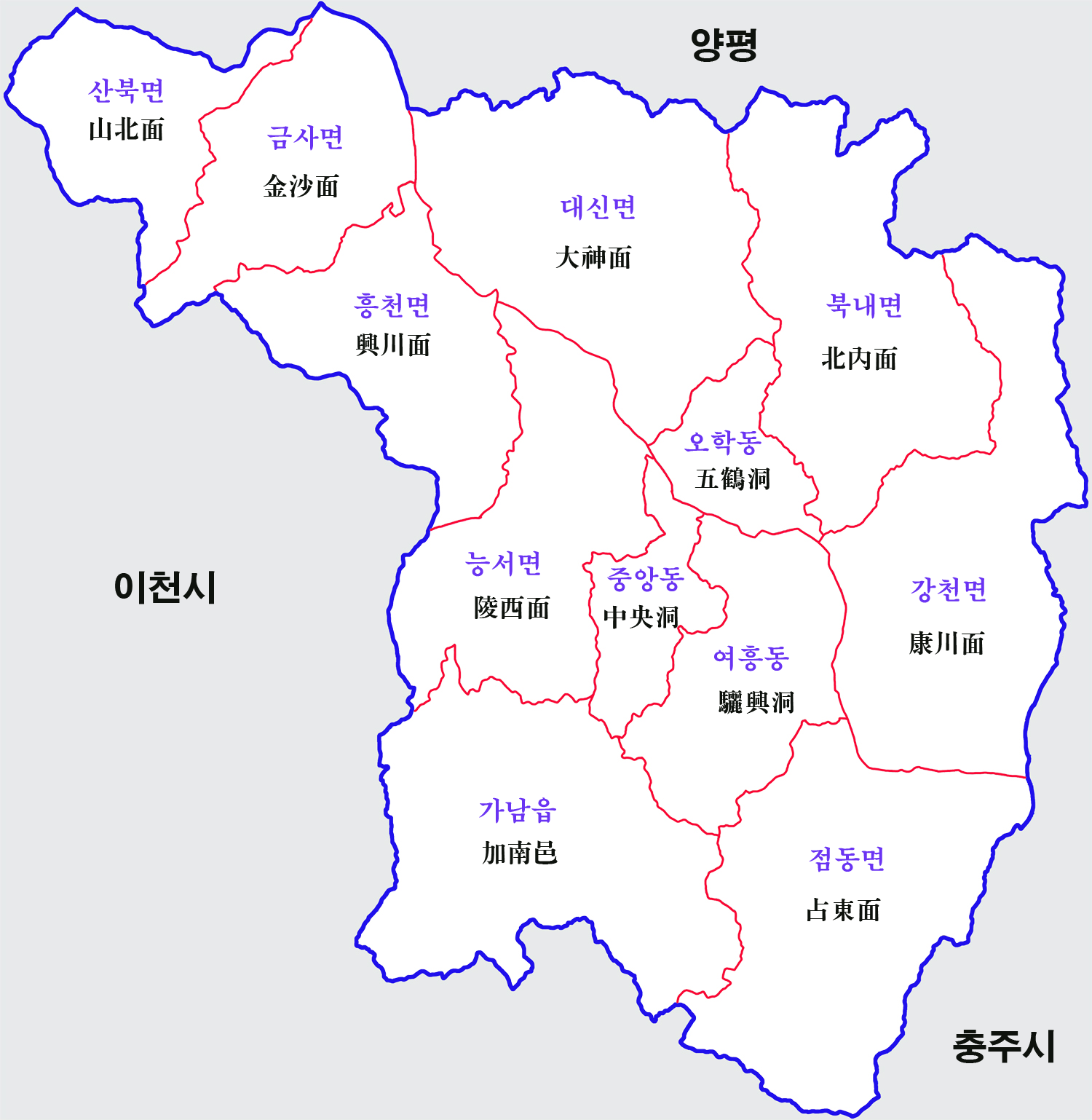
行政区域図

### 行政区域
| 行政洞・邑・面 | 法定洞・法定里 |
| -------------- | --- |
| 驪興洞         | 弘門洞、又晩洞、丹峴洞、新津洞、上巨洞、下巨洞、三橋洞、店峰洞、陵峴洞、覓谷洞、淵陽洞、梅龍洞、上洞                                                           |
| 中央洞         | 倉洞、下洞、校洞、月松洞、稼業洞、煙羅洞 |
| 五鶴洞         | 川松洞、五鶴洞、峴岩洞、五今洞 |
| 加南邑         | 太平里、上活里、新海里、大新里、隠峰里、建章里、心石里、三軍里、五山里、鼎丹里、花坪里、本斗里、下貴里、安金里、両貴里、蓮台里、金塘里、金谷里、松林里、三承里 |
| 占東面         | 清安里、富九里、徳平里、元富里、寛閑里、雷谷里、聖莘里、唐辰里、玄水里、沙谷里、長安里、三合里、道里、欣岩里、処里                                             |
| 世宗大王面     | 番都里、九陽里、旺垈里、白石里、内陽里、龍隠里、梅花里、両巨里、馬来里、広大里、梧渓里、梅柳里、新池里                                                         |
| 興川面         | 卜大里、桂信里、文章里、内糸里、外糸里、上大里、多大里、下多里、上白里、帰白里、栗極里、孝池里、大塘里、莘根里                                                 |
| 金沙面         | 梨浦里、宮里、道谷里、長興里、走鹿里、箭北里、巣由里、上虎里、下虎里、金沙里、外坪里                                                                           |
| 山北面         | 上品里、松峴里、後里、明品里、走魚里、栢子里、龍潭里 |
| 大神面         | 後浦里、堂山里、加山里、川南里、下林里、上九里、長豊里、玉村里、潤村里、茂村里、道弄里、桂林里、松村里、川西里、塘南里、甫通里、栗村里、草峴里、楊村里         |
| 北内面         | 堂隅里、新南里、外龍里、内龍里、上橋里、注岩里、西院里、石隅里、徳山里、長岩里、中岩里、雲村里、新接里、池内里、稼亭里                                         |
| 康川面         | 看梅里、傑隠里、梨湖里、伽倻里、赤今里、窟岩里、康川里、釜坪里、道全里                                                                                         |

### 警察
- 驪州警察署

### 消防
- 驪州消防署

## 名所
- 驪州プレミアムアウトレット
- 明成皇后生家・記念館（韓国語）
- 電話博物館（韓国語）

## 交通

### 鉄道
- 京江線
  - 世宗大王陵駅 - 驪州駅
- 中部内陸線
  - 加南駅

かつてはナローゲージの水驪線が水原市と驪州を結んでいたが、1972年に廃線となった。2016年、京江線が驪州駅まで開通し、鉄道交通が復活した。京江線は今後原州市方面へ延伸される予定。

### バス
- 驪州総合バスターミナル
  - 高速バスはソウル高速バスターミナル行きのみで、30分間隔で運行、所要時間は1時間10分。
  - 市外バスは、東ソウルバスターミナル行きが30分間隔で運行、所要時間は1時間10分。城南へも30分間隔。その他新院駅経由上鳳市外バスターミナル・仁川国際空港・水原・原州・釜山総合バスターミナルなどを結ぶ便がある。

### 高速道路
- 嶺東高速道路
  - 驪州サービスエリア - 驪州ジャンクション - 驪州インターチェンジ
- 中部内陸高速道路
  - 驪州ジャンクション

## 教育
- 驪州大学校
- 驪州農業経営専門学校